# Adolf Kargel
Adolf Kargel (ur. 20 listopada 1891 w Aleksandrowie, zm. 19 maja 1985 w Neufahrn) – redaktor naczelny niemieckich gazet w Polsce, publicysta, propagandysta, członek NSDAP.

## Życiorys
Kargel pochodził z Aleksandrowa Łódzkiego. Uczęszczał do rosyjskojęzycznej szkoły podstawowej i łódzkiego gimnazjum niemieckiego. W latach 1911–1913 studiował w Niemczech, Austrii i Rosji. Po studiach pracował w administracji miejskiej w Łodzi. Od 1913 był redaktorem „Lodzer Zeitung”, a następnie „Deutsche Lodzer Zeitung”. Od 1918 pracował w niemieckiej gazecie „Lodzer Freie Presse” (późn. „Freie Presse”), gdzie w latach 1923–1939 był redaktorem naczelnym. W latach 1929 do 1933 był prezesem Syndykatu Dziennikarzy Łódzkich.
Po wybuchu II wojny światowej władze polskie zamknęły drukarnię „Freie Presse”, a Kargela internowały. Po wkroczeniu Wehrmachtu do Łodzi druk „Freie Presse” wznowiono, przekształcając w „Deutsche Lodzer Zeitung”, czyniąc redaktorem naczelnym Karla Scharpinga. a jego zastępcą Kurta Rapke. Po uwolnieniu Kargel w latach 1939–1945 pełnił funkcję redaktora lokalnego w „Deutsche Lodzer Zeitung”, przekształconym w 1940 „Litzmannstader Zeitung”. Według dziennikarza Adama Ochockiego, Kargel dostarczył Gestapo listę członków Syndykatu Dziennikarzy Łódzkich wraz z ich adresami zamieszkania i miejscem zatrudnienia – Niemców, Polaków i Żydów – niektórych z nich aresztowano i zamordowano. Podczas wojny Kargel został także członkiem NSDAP, którego władze powierzyły mu w 1943 organizację archiwum partii w Łodzi.
Po II wojnie światowej Kargela spotkały krytyczne oceny zarówno ze strony środowisk demokratycznych, jak i komunistycznych w Polsce. W 1945 „Tygodnik Demokratyczny” opublikował artykuł nt. niemieckich zbrodniarzy wojennych z Łodzi i Lublina, wskazując obok działaczy SS Kargela jako „szpiega i chwalcę katów hitlerowskich”. W 1946 „Głos Robotniczy” nazwał Kargela „gorliwym nadhitlerowcem łódzkim”, wskazując, że ten po przemówieniu Arthura Greisera w dniu rozpoczęcia jego urzędowania 12 września 1939 zarzucał Polakom domniemane wymordowanie 65 tysięcy Niemców. „Głos Robotniczy” wskazywał także na konieczność odszukania i powieszania Kargela.
Po 1945 Kargel zamieszkał w Hanowerze. W 1946 był tam jednym z założycieli Komitetu Pomocy dla Ewangelicko-Luterańskich Niemców z Polski Centralnej oraz od 1949 był redaktorem czasopisma „Weg und Ziel”. Brał również udział w tworzeniu Ziomkostwa Wisły-Warty, w latach 1951–1957 pracował jako rzecznik prasowy Krajowego Komitetu Okręgowego Polski Centralnej organizacji i był również jej sekretarzem generalnym (Geschdftsfiihrerem). Był także członkiem Towarzystwa Numizmatycznego w Hanowerze oraz autorem licznych raportów i ekspertyz dotyczących monet i znalezisk archeologicznych w czasopismach specjalistycznych.